# Nocticola wliensis
Nocticola wliensis es una especie de cucaracha del género Nocticola, familia Nocticolidae. Fue descrita científicamente por Andersen & Kjaerandsen en 1995.
Habita en Ghana.